# Tod Williams
Tod Culpan Williams, detto Kip (New York, 27 settembre 1968), è un regista, produttore cinematografico e sceneggiatore statunitense.
Ha ottenuto il successo solo nel 2010, dopo aver diretto il film Paranormal Activity 2 seguito del primo.

## Filmografia
- The Adventures of Sebastian Cole (1998)
- The Door in the Floor (2004)
- Paranormal Activity 2 (2010)
- Cell (2016)